# Vahandeh
Vahandeh (persiska: وهنده, وَهنِه, وَهِندِه, وَهندِه) är en ort i Iran.   Den ligger i provinsen Hamadan, i den nordvästra delen av landet, 220 km väster om huvudstaden Teheran. Vahandeh ligger 2 030 meter över havet och antalet invånare är 168.
Terrängen runt Vahandeh är platt åt sydväst, men åt nordost är den kuperad. Runt Vahandeh är det ganska glesbefolkat, med 47 invånare per kvadratkilometer. Närmaste större samhälle är Razan, 13,7 km söder om Vahandeh. Trakten runt Vahandeh består i huvudsak av gräsmarker.